# Ló Vaj
Ló Vaj (羅維, jűtphing: Lo Wai, pinjin: Luo Wei, nemzetközileg ismert nevén Lo Wei; 1918. július 19.–1996. január 20.) hongkongi színész, filmrendező és filmproducer. Ő indította el Bruce Lee és Jackie Chan karrierjét.

## Élete és pályafutása
Sanghajban kezdte filmes karrierjét a második világháború idején, 1948-ban Hongkongba költözött. Első komoly szerepét a Sorrows of the Forbidden City című filmben kapta ugyanebben az évben. 1951-ben játszhatta első főszerepét a Prisoner of Love című filmben. 
1953-ban rendezett először, a The Husband’s Diary című filmet. 1964 és 1970 között a Shaw Brothers Studio egyik fő rendezője volt. Ezután a Golden Harvesthez szerződött, ahol Bruce Lee első két filmjét, A nagyfőnököt és Tomboló ökölt rendezte. 
1974-ben saját céget alapított Lo Wei Films néven és számos Jackie Chan-filmet rendezett. 
1996-ban bekövetkezett haláláig több mint 50 filmet rendezett és 90 filmben szerepelt színészként.